# Balistes vetula
Balistes vetula је зракоперка из реда Tetraodontiformes и фамилије Balistidae. 

## Угроженост
Ова врста се сматра рањивом у погледу угрожености врсте од изумирања.

## Распрострањење
Ареал врсте Balistes vetula обухвата велику површину светских океана. 
Врста је присутна у следећим државама: Сједињене Америчке Државе, Бразил, Мексико, Венецуела, Колумбија, Мароко, Мауританија, Ангола, Панама, Никарагва, Гватемала, Хондурас, Белизе, Куба, Кајманска острва, Јамајка, Хаити, Доминиканска Република, Свети Винсент и Гренадини, Свети Китс и Невис, Света Луција, Порторико, Гвајана, Суринам, Антигва и Барбуда, Бахамска острва, Барбадос, Доминика, Тринидад и Тобаго, Гваделуп, Мартиник, Француска Гвајана, Зеленортска острва, Екваторијална Гвинеја, Гвинеја, Гвинеја Бисао, Сенегал, Сијера Леоне, Гренада, Холандски Антили, Девичанска острва и Бангладеш.

## Станиште
Врста Balistes vetula живи у морима.